# Масорин, Владимир Васильевич
Владимир Васильевич Масорин (род. 24 августа 1947, Белый, Калининская область, РСФСР, СССР) — российский военачальник. Главнокомандующий Военно-Морским Флотом (4 сентября 2005 — 12 сентября 2007), командующий Черноморским флотом (2002—2005). Адмирал флота (15 декабря 2006 года), кандидат педагогических наук (2001).

## Биография
Родился 24 августа 1947 года в городе Белый Калининской (ныне Тверской) области.
В 1970 году окончил Черноморское высшее военно-морское училище имени П. С. Нахимова, служил на Северном флоте командиром группы управления ракетно-артиллерийской боевой части (БЧ-2) БПК «Смышлёный», в 1974 году стал командиром БЧ-2.
В 1977 году окончил Высшие специальные офицерские классы ВМФ, в том же году назначен старшим помощником командира БРК «Огневой». С 1979 года командовал БПК «Бойкий». С ноября 1980 — командир строящегося эсминца «Отчаянный». В 1983 году назначен на должность начальника штаба — заместителя командира 56-й бригады эсминцев СФ.
Закончив отделение заочного обучения Военно-морской академии имени Маршала Советского Союза А. А. Гречко в 1986 году, в 1987 году стал командиром 56-й бригады эсминцев СФ. С января 1989 года назначен начальником штаба — заместителем командира 7-й оперативной эскадры СФ. Контр-адмирал (7.02.1991).
В 1993 году завершил обучение в Военной академии Генерального штаба Вооружённых Сил Российской Федерации и в 1993 году стал начальником штаба — заместителем командующего Кольской флотилией разнородных сил Северного флота.
С августа 1996 года возглавлял Каспийскую военную флотилию. Вице-адмирал (9.05.1997). 9 октября 2002 года назначен командующим Черноморским флотом. Адмирал (12.12.2003).
С 12 февраля по 4 сентября 2005 года — начальник Главного штаба Военно-Морского Флота — 1-й заместитель Главнокомандующего Военно-Морским Флотом.
С 4 сентября 2005 по 13 сентября 2007 года — Главнокомандующий Военно-Морским Флотом.
10 июля 2006 года при взлёте с военного аэродрома Гвардейское загорелся и развалился на куски военный самолёт Ту-134, на борту которого находился главком ВМФ Владимир Масорин и сопровождавшие его офицеры. Масорин не пострадал, трое военных из группы сопровождения получили ожоги различной степени тяжести.
При Масорине на флоте не было ни одного серьёзного ЧП. Несмотря на это, Масорин был заменён на адмирала В. С. Высоцкого.
Уволен с воинской службы по выслуге лет: 24 августа 2007 года ему исполнилось 60 лет и он должен был покинуть свой пост. Президент России В. В. Путин мог продлить срок нахождения Масорина на военной службе, но не сделал этого.
Был советником Министра обороны Российской Федерации. Заместитель Председателя совета Старейшин РОО «Клуб адмиралов».
Действительный государственный советник Российской Федерации 3 класса (23 декабря 2008 года).

## Награды
- Орден «За военные заслуги» (21.02.2000)[13]
- Орден Трудового Красного Знамени
- Орден «За службу Родине в Вооружённых Силах СССР» 3 степени
- Медали[5].
- Нагрудный знак МИД России «За вклад в международное сотрудничество»[14]
- Орден «Легион почёта» степени командора, США (2007)[15]

## Сочинения
- Масорин В. В. Подводные силы России: основные этапы развития и особенности боевого применения // Военно-исторический журнал. — 2006. — № 7. — С. 3—7.